# Ольгина улица

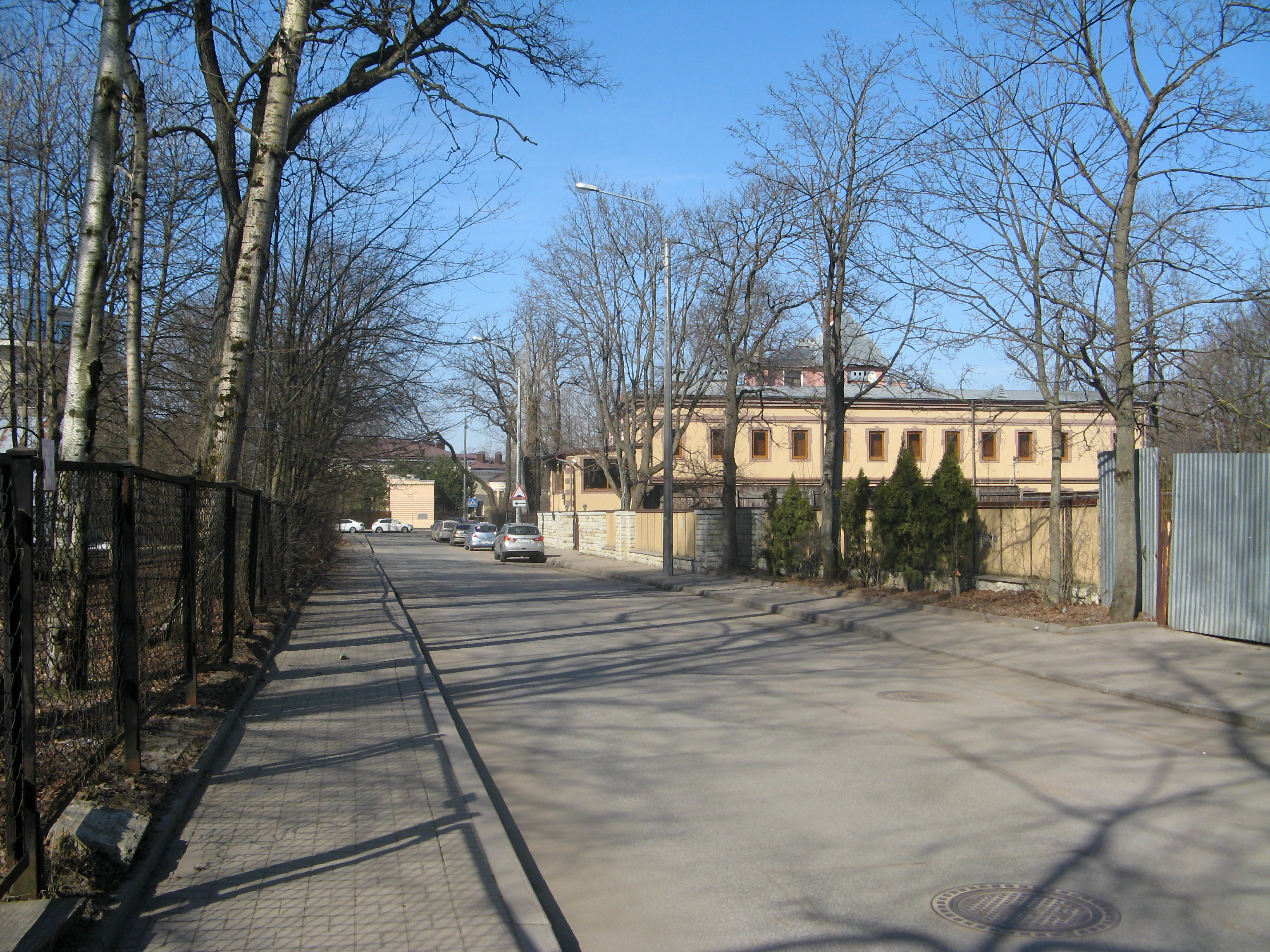
Ольгина улица

О́льгина улица — улица в Петроградском районе Санкт-Петербурга. Идёт по Крестовскому острову от Депутатской улицы к больнице № 31.

## История
Ольгина улица — одна из улиц на Крестовском острове, носящих имена членов семьи князей Белосельских-Белозерских — последних владельцев острова.
Наименование улицы известно с 1908 года. Вероятнее всего, оно было дано в честь Ольги Константиновны Белосельской-Белозерской (в замужестве Орловой), широко известной по портрету, написанному Валентином Серовым и хранящемуся в Государственном Русском музее.
Менее вероятно, что улице присвоили имя Ольги Эсперовны Белосельской-Белозерской, дочери Эспера Александровича Белосельского-Белозерского — генерал-майора лейб-гвардии Гусарского полка.
Раньше улица упиралась в Эсперов проспект.
В 1971 году Эсперов проспект исчез при строительстве больницы.

## Магистрали
Ольгина улица граничит с Депутатской улицей.

## Социально значимые объекты
- Дом 2 — дополнительное здание Гимназии № 56.

Рядом с Ольгиной улицей находятся:
| - Областная больница № 31 - река Крестовка | - река Малая Невка - «Девушка с веслом» |

## Транспорт
- Метро:

Станция «Крестовский остров».
- Автобусы:

Остановка «Морской проспект» (на Морском проспекте): № 10, 25.